# Старая Рафаловка
Старая Рафаловка (укр. Стара Рафалівка) — село в Варашской городской общине Варашского района Ровненской области Украины. Расположено на реке Стыр, у города Вараш.
Население по переписи 2001 года составляло 435 человек. Почтовый индекс — 34354. Телефонный код — 3634. Код КОАТУУ — 5620889301.